# 湯の花トンネル列車銃撃事件

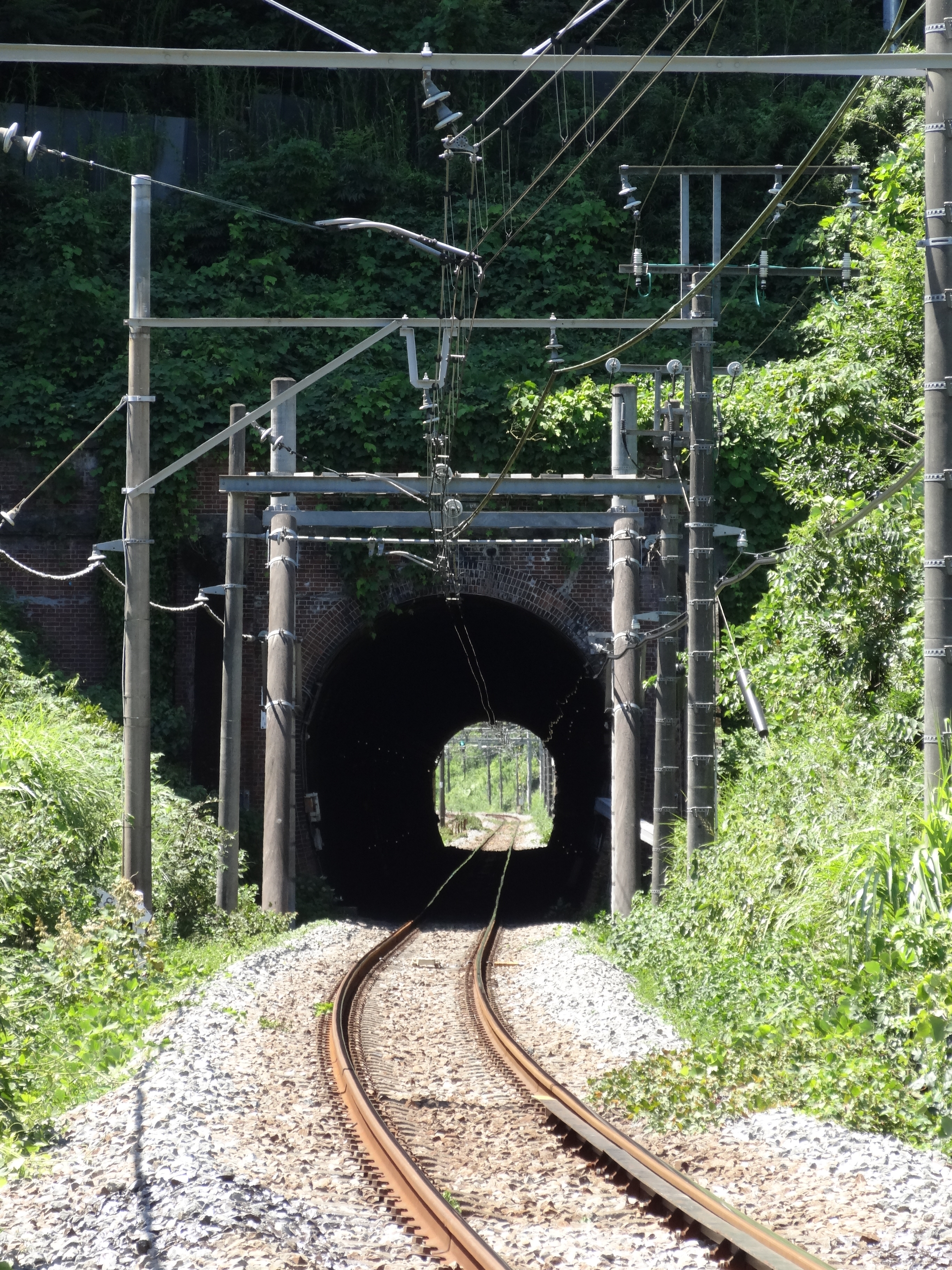
湯の花トンネル

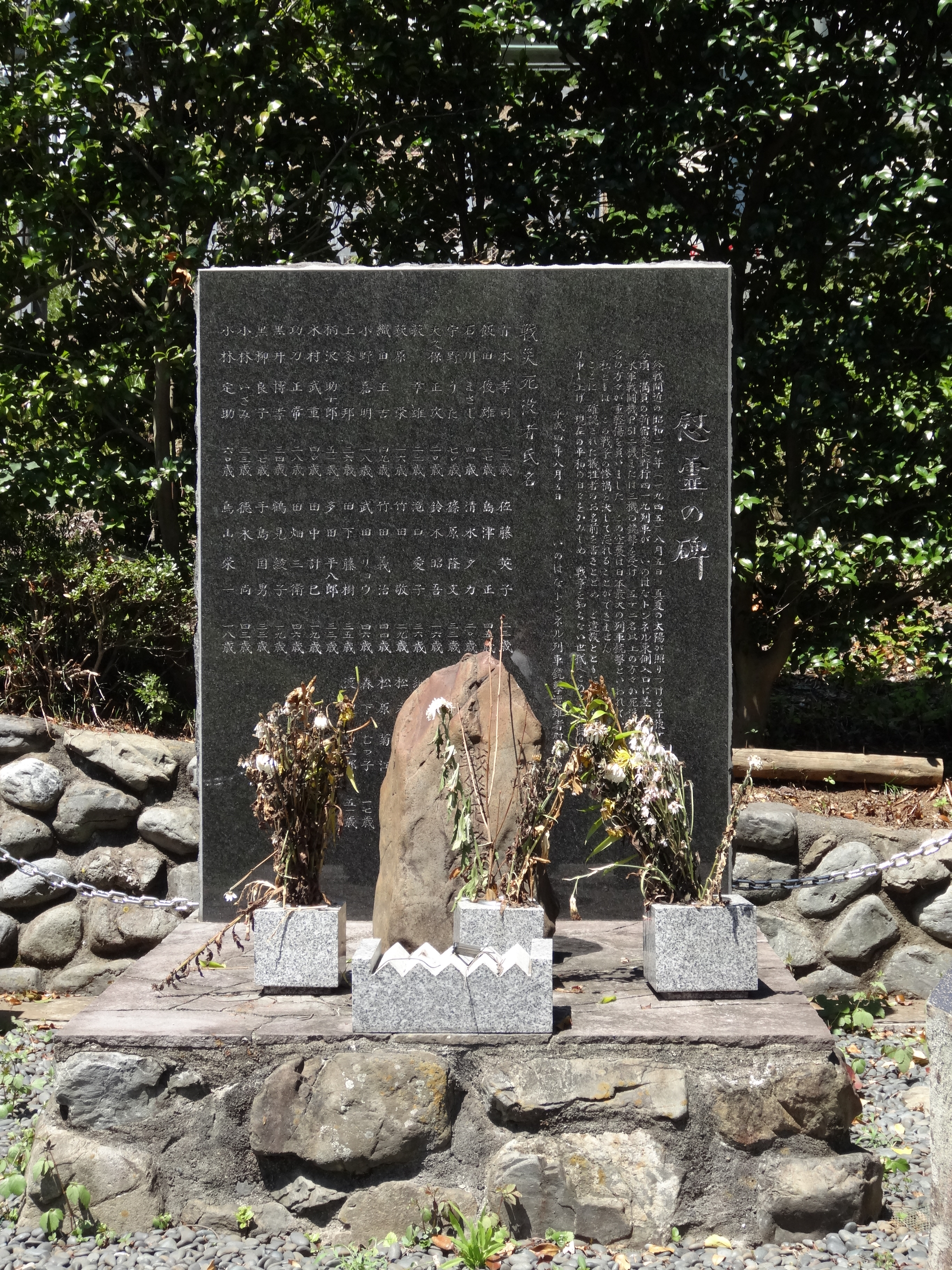
慰霊碑

湯の花トンネル列車銃撃事件（いのはなトンネルれっしゃじゅうげきじけん）は、第二次世界大戦末期の1945年（昭和20年）8月5日正午過ぎに東京都南多摩郡浅川町（現・八王子市裏高尾町）内の運輸省鉄道総局（国鉄。現・東日本旅客鉄道：JR東日本）中央本線、湯の花トンネルでアメリカ軍のP-51戦闘機複数機が満員状態の列車に対して執拗な機銃掃射を加え、多数の死傷者が発生した事件である。列車襲撃事件としては国内最大規模であり、死者50名以上、負傷者130名以上を数えた。

## 背景
日本本土上空の制空権を手中にした連合国軍は、その一部であるアメリカ軍機動部隊の艦載機や、サイパン島や硫黄島から出撃するアメリカ陸軍航空機によって軍事施設や交通機関などのインフラに対し攻撃を行うようになった。最初に行われたのは1945年2月16日に南関東・静岡地区を目標としたジャンボリー作戦であった。さらには戦艦による艦砲射撃も行われるようになったが、これらの攻撃に対して、日本軍は戦線を大きくアジア太平洋地域に拡大していたため、内地である本土防衛に充てる軍事力が大きく削がれていた。
東京周辺には帝都防空用として、陸海軍ともに比較的まとまった数の航空機が配備されていたが、この時期にはすでに弾薬や燃料が底をつき、また、操縦士も極端に不足していたため、予想された本土決戦に備え飛行可能な機体を地下壕や掩体壕に温存する措置が取られるなどの惨状であった。
一方、イギリス軍やアメリカ軍機は、本土上空への進入を果たし、鉄道施設及び列車に対しても攻撃が行われるようになっていた。そうした列車攻撃の中でも最悪の人的被害を出したのが、中央本線湯の花トンネルにおける機銃掃射事件である。

## 事件の概略

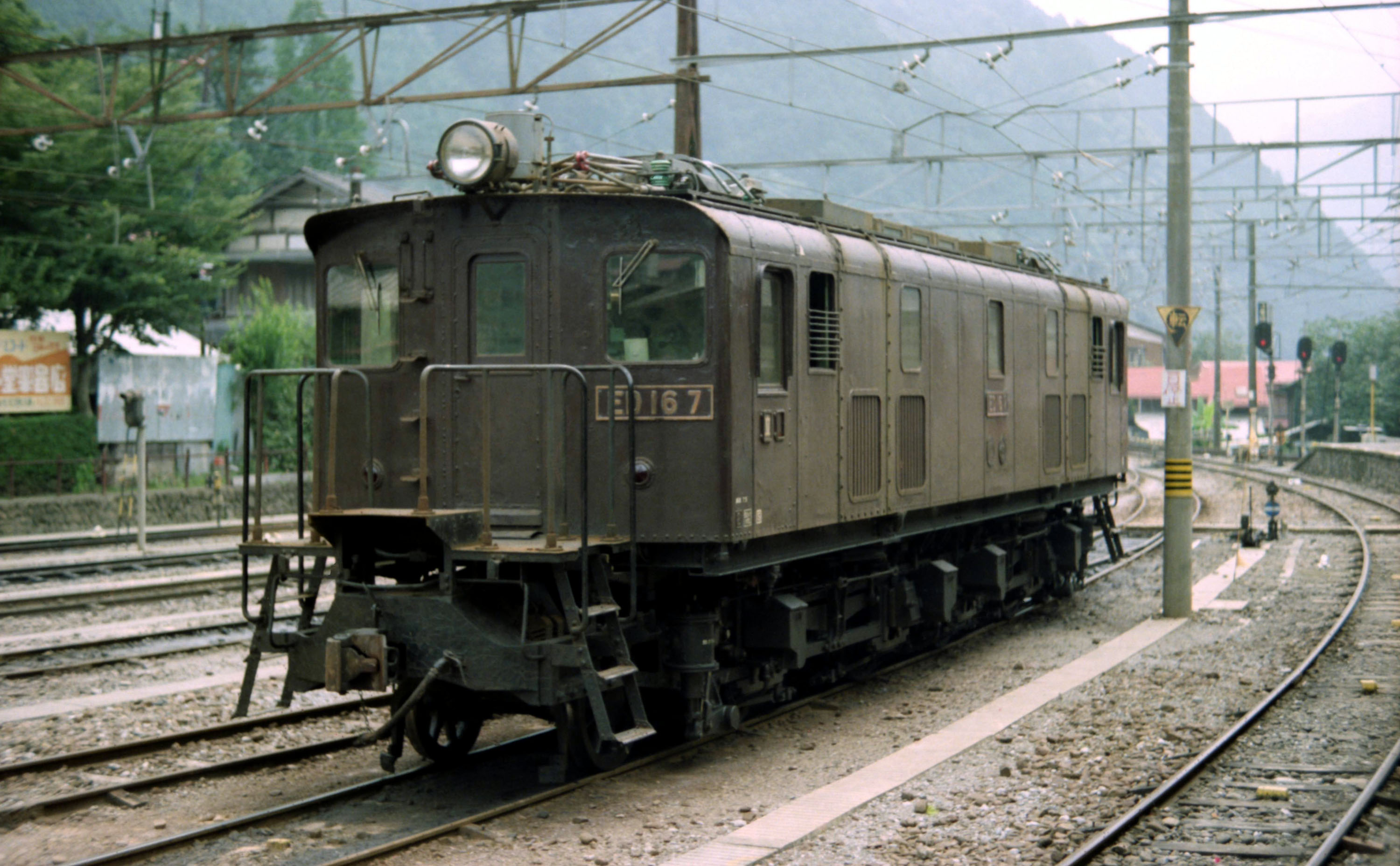
ED16 7（1980年8月 奥多摩駅）

新宿発長野行きの下り419列車は、午前10時10分に新宿駅を出発する電気機関車ED16形7号機が牽引する8両編成であった。この列車には軍関係者が乗車する二等車と荷物車も連結されていたが、富士演習場に向かう19名だけでほとんどが非戦闘員の一般乗客であった。
8月2日未明に八王子市はアメリカ軍のB29爆撃機による空襲（八王子空襲）を受け、市街地の八割が焼失し中央本線も不通となっていたが、8月5日に全面開通した。419列車は復旧後2本目の列車であり、また八王子駅で419列車が出発する前の列車が発車しなかったため大変な混雑だった。
419列車は八王子駅が空襲により焼失していたこと、単線区間での列車交換に手間取ったことなどの事情があり、浅川駅（現在の高尾駅）を定刻（午前11時17分発）から1時間弱遅れの午後0時15分に出発した。この間、午前11時28分にはすでに空襲警報が発令中であったが、停車中に乗客から「早く出せ」と怒声が飛んでいたこと、さらなる遅延を回避するためや、湯の花トンネル（全長約180メートル）、小仏トンネルに入った方が安全と考えたため駅員や乗務員は発車させたものと見られている。
その後、419列車は第一浅川橋梁を通過した後、湯の花トンネルの手前で、進行方向左側の太平洋側から飛来したアメリカ軍第7戦闘機集団所属グラント大尉指揮下のP-51戦闘機複数機（2機から4機だったと言われている。2機から3機とする説もある）に捕捉され、機銃掃射とロケット弾の攻撃を受け、トンネル内に機関車と客車2両目の半分程が入ったところで急停車した。
ロケット弾は外れたが、トンネルから出ていた車両は反復して機銃掃射に晒され40名近くが即死した。車内は多数の乗客と手荷物により身動きが取れない状態であり混乱を極めたが、乗客は銃撃の合間を縫って車外に脱出し、付近の山林やトンネル内に逃げ込んだ。
銃撃が終了し戦闘機が去った後、浅川町警防団員を中心とした地元住民や乗客らが戸板を利用して負傷者や遺体を搬出し付近の民家の庭先などに運び込んだ。重傷者はトラックに乗せて近隣の小林病院（現・駒木野病院）、中島飛行機武蔵製作所武蔵病院や、立川市の東京第二陸軍共済病院（現・立川病院）等に運ばれた。
遺体の多くは翌6日に高尾山北側の日影沢に運ばれ荼毘に付された。遺骨は市内摺指所在の常林寺に安置され、遺族に引き渡された。
犠牲者の数については、国鉄の資料によると49名となっているが、警視庁は52名としている。また、事件の慰霊会は60名以上が犠牲になったとしている。負傷者は130名以上であったと言われているが、戦時体制下のため、当時の正確な記録が残されていないという。
なお、419列車は送電線が機銃掃射で切断されたため、蒸気機関車に牽引されて浅川駅へ回送され、この事件によって不通となった中央本線は当日夕方までに送電線の再接続を完了し、全面復旧した。

## 現在
- 戦後の1950年（昭和25年）、地域住民によって、この事件に係る「列車戦没者供養塔」が現場線路北側に建立されたが、線路脇の危険な場所であったため、その後線路南側に移された。
- 1984年（昭和59年）には地元の住民が主体となって「いのはなトンネル列車遭難者慰霊の会（いのはな会）」が発足し、毎年8月5日には供養塔前で慰霊祭が行われている。1992年（平成4年）に建立された「慰霊の碑」には、判明している44名の犠牲者の名が刻まれている。旧甲州街道沿いには慰霊碑の案内板が設置されている。
- JR高尾駅1番線ホームの屋根の支柱（支柱番号31、33）には機銃掃射による弾痕が残っている。
- この列車には筑摩書房創業者の古田晁が乗っており、古田が車内で目を通していた原稿用紙に、近くにいた人物から吹き出した血が付着した。この「血染めの原稿用紙」は現在、塩尻市にある市立古田晁記念館に展示されている。

## ドキュメンタリードラマ
2015年3月9日にTBSで放送された番組「戦後70年 千の証言スペシャル 私の街も戦場だった」の中で、この事件のドキュメンタリードラマが放送された。
- 出演者：杉咲花、福田麻由子、飯田基祐、奥貫薫

## 関連書
- 「挙国の体当たり　戦時社説150本を書き通した新聞人の独白」森正蔵　毎日ワンズ 2014年